# Санта-Мария-делла-Пьета-ин-Кампосанто-дей-Тевтоничи
Церковь Богоматери Милосердия на Тевтонском кладбище (итал. Santa Maria della Pietà in Camposanto dei Teutonici) — римско-католическая церковь в районе Борго в Риме, Италия. Расположена на улице Виа делла Сагрестиа. Здание находится недалеко от Ватикана, примыкает к Collegio Teutonico и тевтонскому (немецкому) кладбищу в Ватикане.
Ранее участок принадлежал Оспицию немецких паломников (лат. Schola Francorum), который был старейшим немецким учреждением в Риме. Церковь находится в районе Палаццо дель Сант-Уффици, который принадлежит Италии, но согласно Латеранскому договору является экстерриториальным для Святого Престола. Термин «Teutonico» относится ко всем германским народам. Церковь является Национальной церковью в Риме для немецкоязычных выходцев из Австрии, Германии, Франции и Нидерландов.

## История
В 796 году Карл Великий с разрешения папы Льва III основал на прилегающей к этому месту земле приют для паломников, который предназначался для людей его империи. Рядом устроили церковь, посвященную Спасителю, и кладбище для захоронения подданных Карла Великого, умерших в Риме. С самого начала это учреждение было передано под опеку базилики Святого Петра. Последующий упадок империи Каролингов привёл к тому, что «Schola Francorum» полностью перешёл под юрисдикцию базилики, но изначальное предназначение места для паломников и бедных было сохранено.
Позднее воспоминания о Карле Великом и его приюте возродились в сознании большой и влиятельной немецкой колонии, проживавшей в Риме, расширенное кладбище было окружено стеной, построенной Фридрихом Алеманном, который также возвёл дом для его хранителей. Во время вспышки чумы в 1448 году Иоганнис Ассоненсис, немецкий исповедник, прикреплённый к собору Святого Петра, а позднее епископ Вюрцбурга, собрал там своих соотечественников и основал среди них братство, целью которого было обеспечить достойное захоронение всех бедных немцев, умирающих в Риме. Когда Юбилейный год католической церкви (1450) привлёк множество паломников в Рим, братство построило церковь, новый приют для немецких паломников на прилегающей земле и превратило Кампо Санто в немецкое национальное учреждение.
В 1876 году Папа Пий IX основал семинарию для немецкоязычных священников для специального изучения археологии и истории церкви. Ныне церковь по-прежнему является важным местом жизни немецкоязычной общины в Риме.

## Обустройство церкви
Церковь была построена в 1501 году и в 1972 году значительно перестроена. Доступ в храм с кладбища осуществляется через портал скульптора Эльмара Хиллебранда из Кёльна, подаренный в 1957 году президентом Германской Республики Теодор Хойсс.
Во время разграбления Рима в 1527 году (итал. Sacco di Roma) швейцарская гвардия дала свой последний бой на Тевтонском кладбище, сдерживая вторгшиеся войска достаточно долго, чтобы папа Климент VII смог бежать через Пассетто-ди-Борго в Замок Святого Ангела. Капелла швейцарцев послужила местом захоронения павших гвардейцев.
В путеводителе начала XIX века упоминается главный алтарь, изображающий «Снятие с креста» Полидоро ди Караваджо, обрамлённое картиной Джачинто д’Хассе. Надгробный памятник этого последнего художника, расположенный внутри церкви, был создан скульптором Франсуа Дюкенуа. В боковых алтарях размещались «Святой Эразм» работы Джачинто Джиминьяни и «Богоявление» Скарселлино; алтарь, посвящённый святому Карлу Борромео, имел алтарную картину, изображающую «Бегство в Египет» Арриго Фьямминго, члена Братства; Святого Иоанна Непомука Игнацио Штерна; а в сакристии находилась картина «Аллегория Непорочного Зачатия» Луиджи Гарци.